# Wereldbeker freestyleskiën 2009/2010
De wereldbeker freestyleskiën 2009/2010 (officieel: FIS World Cup Freestyle skiing) was een competitie voor freestyleskiërs die georganiseerd werd door de internationale skifederatie FIS. In de wereldbeker waren zowel voor mannen als voor vrouwen vijf disciplines opgenomen (halfpipe, freestyle ski cross, aerials, moguls en dual moguls). Het seizoen begon op 12 december 2009 in het Finse Suomu en eindigde op 20 maart 2010 in de Spaanse Sierra Nevada. 
Het seizoen werd van 12 tot en met 28 februari onderbroken door de Olympische Spelen van Vancouver waar drie onderdelen bij de mannen en de vrouwen op het programma stonden.

## Eindklassementen

### Algemeen
| Plaats | Naam                  | Punten |
| ------ | --------------------- | ------ |
| 1      | Anton Kushnir         | 90     |
| 2      | Michael Schmid        | 74     |
| 3      | Dale Begg-Smith       | 69     |
| 4      | Guilbaut Colas        | 62     |
| 5      | Jesper Björnlund      | 55     |
| 6      | Christopher Del Bosco | 50     |
| 7      | Audun Grønvold        | 48     |
| 8      | Qi Guangpu            | 44     |
| 9      | Jia Zongyang          | 41     |
| 10     | Andreas Matt          | 39     |

| Plaats | Naam            | Punten |
| ------ | --------------- | ------ |
| 1      | Li Nina         | 73     |
| 2      | Ophélie David   | 67     |
| 3      | Jennifer Heil   | 66     |
| 4      | Guo Xinxin      | 58     |
| 5      | Heather McPhie  | 56     |
| 6      | Hannah Kearney  | 56     |
| 7      | Ashleigh McIvor | 55     |
| 8      | Xu Mengtao      | 52     |
| 9      | Anna Holmlund   | 47     |
| 10     | Shannon Bahrke  | 46     |

### Disciplines

#### Mannen
| Plaats | Naam             | Punten |
| ------ | ---------------- | ------ |
| 1      | Anton Kushnir    | 540    |
| 2      | Qi Guangpu       | 265    |
| 3      | Jia Zongyang     | 246    |
| 4      | Renato Ulrich    | 215    |
| 5      | Timofei Slivets  | 192    |
| 6      | Liu Zhongqing    | 169    |
| 7      | Wu Chao          | 164    |
| 8      | Warren Shouldice | 152    |
| 9      | Steve Omischl    | 147    |
| 10     | Alexei Grishin   | 144    |

| Plaats | Naam                  | Punten |
| ------ | --------------------- | ------ |
| 1      | Dale Begg-Smith       | 693    |
| 2      | Guilbaut Colas        | 615    |
| 3      | Jesper Björnlund      | 552    |
| 4      | Alexandre Bilodeau    | 347    |
| 5      | Bryon Wilson          | 306    |
| 6      | Maxime Gingras        | 272    |
| 7      | Patrick Deneen        | 263    |
| 8      | Aleksandr Smysjljajev | 263    |
| 9      | Vincent Marquis       | 261    |
| 10     | Michael Morse         | 216    |

| Plaats | Naam                  | Punten |
| ------ | --------------------- | ------ |
| 1      | Michael Schmid        | 815    |
| 2      | Christopher Del Bosco | 547    |
| 3      | Audun Grønvold        | 530    |
| 4      | Andreas Matt          | 432    |
| 5      | Stanley Hayer         | 352    |
| 6      | Xavier Kuhn           | 335    |
| 7      | Tomáš Kraus           | 328    |
| 8      | Lars Lewén            | 272    |
| 9      | Simon Stickl          | 269    |
| 10     | Conradign Netzer      | 224    |

#### Vrouwen
| Plaats | Naam           | Punten |
| ------ | -------------- | ------ |
| 1      | Li Nina        | 436    |
| 2      | Guo Xinxin     | 346    |
| 3      | Xu Mengtao     | 314    |
| 4      | Lydia Lassila  | 259    |
| 5      | Zhang Xin      | 254    |
| 6      | Cheng Shuang   | 225    |
| 7      | Evelyne Leu    | 198    |
| 8      | Assoli Slivets | 195    |
| 9      | Bree Munro     | 152    |
| 10     | Nadiya Didenko | 131    |

| Plaats | Naam                  | Punten |
| ------ | --------------------- | ------ |
| 1      | Jennifer Heil         | 725    |
| 2      | Heather McPhie        | 616    |
| 3      | Hannah Kearney        | 616    |
| 4      | Shannon Bahrke        | 507    |
| 5      | Margarita Marbler     | 410    |
| 6      | Kristi Richards       | 402    |
| 7      | Aiko Uemura           | 377    |
| 8      | Chloë Dufour-Lapointe | 358    |
| 9      | Eliza Outtrim         | 306    |
| 10     | Deborah Scanzio       | 243    |

| Plaats | Naam               | Punten |
| ------ | ------------------ | ------ |
| 1      | Ophélie David      | 735    |
| 2      | Ashleigh McIvor    | 608    |
| 3      | Anna Holmlund      | 522    |
| 4      | Kelsey Serwa       | 487    |
| 5      | Marte Høie Gjefsen | 381    |
| 6      | Fanny Smith        | 374    |
| 7      | Danielle Poleschuk | 323    |
| 8      | Julia Murray       | 279    |
| 9      | Karin Huttary      | 272    |
| 10     | Julia Manhard      | 261    |

## Wedstrijden

### Mannen
| Datum | Plaats                  | Onderdeel   | Eerste                | Tweede                | Derde                 |
| --- | ----------------------- | ----------- | --------------------- | --------------------- | --------------------- |
| 11/12/2009 | Suomu                   | moguls      | Jesper Björnlund      | Bryon Wilson          | Alexandre Bilodeau    |
| 12/12/2009 | Suomu                   | moguls      | Jesper Björnlund      | Bryon Wilson          | Nathan Roberts        |
| 19/12/2009 | Changchun               | aerials     | Anton Kushnir         | Liu Zhongqing         | Wu Chao               |
| 20/12/2009 | Changchun               | aerials     | Jia Zongyang          | Qi Guangpu            | Anton Kushnir         |
| 21/12/2009 | Innichen                | ski cross   | Michael Schmid        | Xavier Kuhn           | Casey Puckett         |
| 22/12/2009 | Innichen                | ski cross   | Michael Schmid        | Audun Grønvold        | Conradign Netzer      |
| 05/01/2010 | St. Johann in Tirol     | ski cross   | Simon Stickl          | Daron Rahlves         | David Duncan          |
| 08/01/2010 | Calgary                 | moguls      | Dale Begg-Smith       | Vincent Marquis       | Alexandr Smyshlyaev   |
| 09/01/2010 | Calgary                 | moguls      | Dale Begg-Smith       | Alexandre Bilodeau    | Alexandr Smyshlyaev   |
| 10/01/2010 | Calgary                 | aerials     | Jia Zongyang          | Anton Kushnir         | Alexei Grishin        |
| 09/01/2010 | Les Contamines-Montjoie | ski cross   | Xavier Kuhn           | Stanley Hayer         | Tomas Kraus           |
| 13/01/2010 | Alpe d'Huez             | ski cross   | Christopher Del Bosco | Tomas Kraus           | Ted Piccard           |
| 14/01/2010 | Deer Valley             | moguls      | Dale Begg-Smith       | Guilbaut Colas        | Dmitri Reiherd        |
| 15/01/2010 | Deer Valley             | aerials     | Anton Kushnir         | Qi Guangpu            | Dmitri Dasjinski      |
| 16/01/2010 | Deer Valley             | moguls      | Guilbaut Colas        | Dale Begg-Smith       | Alexandre Bilodeau    |
| 20/01/2010 | Blue Mountain           | ski cross   | Andreas Matt          | Lars Lewen            | Patrick Koller        |
| 21/01/2010 | Lake Placid             | moguls      | Guilbaut Colas        | Dale Begg-Smith       | Jesper Bjoernlund     |
| 22/01/2010 | Lake Placid             | aerials     | Anton Kushnir         | Warren Shouldice      | Ryan Blais            |
| 24/01/2010 | Lake Placid             | ski cross   | Christopher Delbosco  | Andreas Matt          | David Duncan          |
| 30/01/2010 | Mont Gabriël            | aerials     | Anton Kushnir         | Qi Guangpu            | Renato Ulrich         |
| 12-28 februari 2010: Olympische Spelen van Vancouver in Vancouver (Whistler) (telt niet mee voor de wereldbeker) |                         |             |                       |                       |                       |
| 03/03/2010 | Norefjell               | ski cross   | Afgelast              | Afgelast              | Afgelast              |
| 06/03/2010 | Branäs                  | ski cross   | Michael Schmid        | Christopher Del Bosco | Andreas Matt          |
| 06/03/2010 | Inawashiro              | moguls      | Afgelast              | Afgelast              | Afgelast              |
| 07/03/2010 | Inawashiro              | dual moguls | Afgelast              | Afgelast              | Afgelast              |
| 11/03/2010 | Grindelwald             | ski cross   | Audun Grønvold        | Michael Schmid        | Christopher Del Bosco |
| 12/03/2010 | Åre                     | moguls      | Jesper Björnlund      | Patrick Deneen        | Maxime Gingras        |
| 13/03/2010 | Åre                     | dual moguls | Guilbaut Colas        | Maxime Gingras        | Patrick Deneen        |
| 14/03/2010 | Hasliberg               | ski cross   | Michael Schmid        | Audun Grønvold        | Christopher Del Bosco |
| 18/03/2010 | Sierra Nevada           | moguls      | Guilbaut Colas        | Dale Begg-Smith       | Pierre Ochs           |
| 20/03/2010 | Sierra Nevada           | ski cross   | Michael Schmid        | Audun Grønvold        | Andreas Steffen       |

### Vrouwen
| Datum | Plaats                  | Onderdeel   | Eerste             | Tweede            | Derde              |
| --- | ----------------------- | ----------- | ------------------ | ----------------- | ------------------ |
| 11/12/2009 | Suomu                   | moguls      | Kristi Richards    | Aiko Uemura       | Hannah Kearney     |
| 12/12/2009 | Suomu                   | moguls      | Hannah Kearney     | Kristi Richards   | Jennifer Heil      |
| 19/12/2009 | Changchun               | aerials     | Guo Xinxin         | Li Nina           | Xu Mengtao         |
| 20/12/2009 | Changchun               | aerials     | Xu Mengtao         | Guo Xinxin        | Zhang Xin          |
| 21/12/2009 | Innichen                | ski cross   | Anna Holmlund      | Ashleigh McIvor   | Ophelie David      |
| 22/12/2009 | Innichen                | ski cross   | Anna Holmlund      | Ophélie David     | Sanna Lüdi         |
| 05/01/2010 | St. Johann in Tirol     | ski cross   | Ophélie David      | Meryll Boulangeat | Julia Murray       |
| 08/01/2010 | Calgary                 | moguls      | Jennifer Heil      | Nikola Sudova     | Margarita Marbler  |
| 09/01/2010 | Calgary                 | moguls      | Jennifer Heil      | Aiko Uemura       | Nikola Sudova      |
| 10/01/2010 | Calgary                 | aerials     | Li Nina            | Evelyne Leu       | Guo Xinxin         |
| 09/01/2010 | Les Contamines-Montjoie | ski cross   | Ashleigh McIvor    | Julia Murray      | Karin Huttary      |
| 13/01/2010 | Alpe d'Huez             | ski cross   | Kelsey Serwa       | Ophelie David     | Ashleigh McIvor    |
| 14/01/2010 | Deer Valley             | moguls      | Heather McPhie     | Jennifer Heil     | Shannon Bahrke     |
| 15/01/2010 | Deer Valley             | aerials     | Lydia Lassila      | Xu Mengtao        | Li Nina            |
| 16/01/2010 | Deer Valley             | moguls      | Jennifer Heil      | Heather McPhie    | Michelle Roark     |
| 20/01/2010 | The Blue Mountains      | ski cross   | Marte Høie Gjefsen | Ashleigh McIvor   | Sasa Faric         |
| 21/01/2010 | Lake Placid             | moguls      | Hannah Kearney     | Shannon Bahrke    | Heather McPhie     |
| 22/01/2010 | Lake Placid             | aerials     | Lydia Lassila      | Li Nina           | Zhang Xin          |
| 24/01/2010 | Lake Placid             | ski cross   | Kelsey Serwa       | Fanny Smith       | Ophélie David      |
| 30/01/2010 | Mont Gabriël            | aerials     | Li Nina            | Cheng Shuang      | Assoli Slivets     |
| 12-28 februari 2010: Olympische Spelen van Vancouver in Vancouver (Whistler) (telt niet mee voor de wereldbeker) |                         |             |                    |                   |                    |
| 03/03/2010 | Norefjell               | ski cross   | Afgelast           | Afgelast          | Afgelast           |
| 06/03/2010 | Branäs                  | ski cross   | Ophélie David      | Aleisha Cline     | Fanny Smith        |
| 06/03/2010 | Inawashiro              | dual moguls | Afgelast           | Afgelast          | Afgelast           |
| 07/03/2010 | Inawashiro              | moguls      | Aiko Uemura        | Jennifer Heil     | Shannon Bahrke     |
| 11/03/2010 | Grindelwald             | ski cross   | Kelsey Serwa       | Ashleigh McIvor   | Danielle Poleschuk |
| 12/03/2010 | Åre                     | moguls      | Hannah Kearney     | Jennifer Heil     | Shannon Bahrke     |
| 13/03/2010 | Åre                     | dual moguls | Hannah Kearney     | Shannon Bahrke    | Jennifer Heil      |
| 14/03/2010 | Hasliberg               | ski cross   | Anna Holmlund      | Ophélie David     | Marte Høie Gjefsen |
| 18/03/2010 | Sierra Nevada           | moguls      | Eliza Outtrim      | Margarita Marbler | Heather McPhie     |
| 20/03/2010 | Sierra Nevada           | ski cross   | Anna Holmlund      | Ophélie David     | Marte Høie Gjefsen |

## Landenbeker
bijgewerkt tot en met 30 januari 2010
| Plaats | Land             | Punten |
| ------ | ---------------- | ------ |
| 1      | Canada           | 3683   |
| 2      | Verenigde Staten | 2357   |
| 3      | Zwitserland      | 1851   |
| 4      | Frankrijk        | 1814   |
| 5      | China            | 1674   |
| 6      | Australië        | 1274   |
| 7      | Oostenrijk       | 1149   |
| 8      | Wit-Rusland      | 1066   |
| 9      | Zweden           | 1042   |
| 10     | Rusland          | 788    |

| Plaats | Land             | Punten |
| ------ | ---------------- | ------ |
| 1      | Canada           | 1693   |
| 2      | Verenigde Staten | 1144   |
| 3      | Frankrijk        | 1129   |
| 4      | Zwitserland      | 1026   |
| 5      | Wit-Rusland      | 808    |
| 6      | Australië        | 698    |
| 7      | China            | 694    |
| 8      | Zweden           | 691    |
| 9      | Rusland          | 526    |
| 10     | Oostenrijk       | 480    |

| Plaats | Land             | Punten |
| ------ | ---------------- | ------ |
| 1      | Canada           | 1990   |
| 2      | Verenigde Staten | 1213   |
| 3      | China            | 980    |
| 4      | Zwitserland      | 825    |
| 5      | Frankrijk        | 685    |
| 6      | Oostenrijk       | 669    |
| 7      | Australië        | 576    |
| 8      | Japan            | 434    |
| 9      | Duitsland        | 407    |
| 10     | Noorwegen        | 368    |

1979/1980 ·
1980/1981 ·
1981/1982 ·
1982/1983 ·
1984/1985 ·
1985/1986 ·
1986/1987 ·
1987/1988 ·
1988/1989 ·
1989/1990 ·
1990/1991 ·
1991/1992 ·
1992/1993 ·
1993/1994 ·
1994/1995 ·
1995/1996 ·
1996/1997 ·
1997/1998 ·
1998/1999 ·
1999/2000 ·
2000/2001 ·
2001/2002 ·
2002/2003 ·
2003/2004 ·
2004/2005 ·
2005/2006 ·
2006/2007 ·
2007/2008 ·
2008/2009 ·
2009/2010 ·
2010/2011 ·
2011/2012 ·
2012/2013 ·
2013/2014 ·
2014/2015 ·
2015/2016 ·
2016/2017 ·
2017/2018 ·
2018/2019 ·
2019/2020 ·
2020/2021 ·
2021/2022 ·
2022/2023 ·
2023/2024 ·
2024/2025
Alpineskiën ·
Biatlon ·
Bobsleeën ·
Freestyleskiën ·
Langlaufen ·
Noordse combinatie ·
Rodelen ·
Schaatsen (junioren) ·
Schansspringen ·
Shorttrack ·
Skeleton ·
Snowboarden